# Shinya Terachi
Shinya Terachi, född 24 februari[källa behövs] 1978 i Hirakata i Japan är trummis i rockbandet Dir en grey. Hans inspiration är Yoshiki från X-Japan och han har arbetat med honom på deras andra skiva Gauze, som Yoshiki producerade.

## Diskografi
- Missa
- Gauze
- Macabre
- Kai
- Kisou
- Six Ugly
- Vulgar
- Withering to death
- The marrow of a bone
- Uroboros